# Faustino Barone
Pour les articles homonymes, voir Barone.
Faustino Barone, né le 11 mai 2006 à Asuncion au Paraguay, est un footballeur uruguayen qui joue au poste d'avant-centre au CA River Plate.

## Biographie

### En club
Né à Asuncion au Paraguay, Faustino Barone commence le football au Huracán de San Ramón avant d'être formé par l'un des clubs de la capitale uruguayenne, le CA River Plate. Il joue son premier match en professionnel le 19 février 2023, lors d'un match de championnat face au Racing Club de Montevideo. Il entre en jeu, et les deux équipes se neutralisent (0-0 score final).
Le 18 juin 2023, Barone inscrit ses deux premiers buts en professionnel, lors d'une rencontre de championnat face au CA Peñarol. Titulaire, il marque ses deux buts à chaque fois sur une passe décisive de Joaquín Lavega, et permet à son équipe de s'imposer par trois buts à un,.

### En sélection
Faustino Barone représente l'équipe d'Uruguay des moins de 17 ans, sélection avec laquelle il participe notamment au Championnat de la CONMEBOL des moins de 17 ans en 2023. Il joue quatre matchs dans cette compétition et marque un but.

## Vie privée
Faustino Barone est le fils de Deivis Barone (en), ancien footballeur professionnel uruguayen.